# Forensenbelasting
Onder de naam forensenbelasting kan door een Nederlandse gemeente een belasting worden geheven van natuurlijke personen die, zonder dat zij in de gemeente hun hoofdverblijf hebben, gedurende een belastingjaar meer dan 90 keer in die gemeente een huis ter beschikking hebben.
Uitgezonderd van de belasting zijn volgens artikel 223 van de Gemeentewet onder meer natuurlijke personen die als verpleegde of verzorgde in een inrichting tot verpleging of verzorging van zieken, van gebrekkigen, van hulpbehoevenden of bejaarden, meer dan 90 dagen van dat jaar een gemeubileerde woning beschikbaar houden. Voor het antwoord op vragen als wie geldt als de belastingplichtige, wat het voorwerp is van de belasting, wat het belastbare feit is, wat de heffingsmaatstaf is en het tarief, dient volgens artikel 217 van de Gemeentewet de belastingverordening van de betreffende gemeente te worden geraadpleegd.